# Vertragsliga Berlin
Ne pas confondre avec la ligue homonyme Oberliga Berlin qui fut organisée de 1974 à 1991 et qui eut alors le rang d’une "Division 3".
Pour les articles homonymes, voir Oberliga Berlin.
L’Oberliga Berlin fut une ligue allemande de football organisée entre 1947 et 1963. Cette compétition occupait le premier niveau hiérarchique des championnats de Berlin puisque annuellement son vainqueur et son vice-champion disputaient le titre national lors d’une phase finale regroupant les qualifiés des quatre autres Oberligen.
L’Oberliga Berlin est créée en 1947 lors de la réorganisation des compétitions, peu après la fin de la Seconde Guerre mondiale. Cette ligue succéda à Berliner Stadtliga qui avait été remise sur pied dès l'automne 1945. Il y eut deux éditions: "Berliner Stadtliga 45-46" et "Berliner Stadtliga 46-47".
Jusqu'au terme de la saison 1949-1950, l'Oberliga Berlin concerna les clubs de tous les secteurs d'occupation de Berlin. Ensuite, elle ne compta plus que des clubs de Berlin-Ouest, donc ceux affiliés à la Berliner Fußball-Verband (BFV) et à la Deutscher Fussball Bund (DFB) restaurée en 1949.
Lors de la création de la Bundesliga en 1963, l’Oberliga Berlin disparut. Un seul de ses clubs entra parmi la nouvelle élite: le Hertha BSC Berlin. Les autres équipes rejoignirent une série nouvellement créée: la "Regionalliga Berlin".

## Nom officiel
Précisons que, pendant longtemps, cette ligue s’appela Berliner Stadtliga. Nous l’appelons "Oberliga Berlin" par facilité. D'une part parce que de 1947 à 1963, elle se situa au même niveau hiérarchique que les quatre autres Oberligen (Nord, Süd, Südwest et West) et d'autre part, afin d'éviter des confusions avec d'autres ligues berlinoises inférieures.

## Généralités
Cette Oberliga Berlin fut remportée quatre fois par le Tennis Borussia alors que le Hertha BSC et le SC Tasmania 1900 gagnèrent chacun 3 championnats.
L’Oberliga Berlin succéda à une Liga Berlin qui fut réorganisée dès la saison 1945-1946. À cette occasion, les clubs dissous par les Alliés (voir Directive n°23) s’étaient rapidement reconstitués en Sportgruppe, en abrégé SG. 
Lors de la reprise officielle du championnat en 1947-1948, les clubs  participèrent à la compétition en portant encore le nom de Sportgruppen. Ils retrouvèrent leurs appellations à partir de la 2e saison.

## Fondateurs de l’Oberliga Berlin (1947-1963)
Ci-dessous, les 12 clubs fondateurs de l’Oberliga Berlin. Entre parenthèses, le club auquel ils se rapportaient (ou dont ils reprirent le nom par la suite):
- SG Oberschöneweide (SC Union 06 Berlin)
- SG Wilmersdorf (Berliner SV 92)
- SG Charlottenburg (Tennis Borussia Berlin)
- SG Prenzlauer Berg-Ost (Berliner FC Alemannia 90)
- SG Reinickendorf-West (SC Wacker 04 Berlin)
- SG Spandau Altstadt (Spandauer SV)
- SG Südring (Berliner FC Südring)
- SG Pankow-Nord (VfB Pankow)
- SG Köpenick (SV Köpenick 08)
- SG Staaken (SC Staaken 1919)
- SG Mariendorf (SV Blau-Weiß Berlin)
- BSG Nordstern (Berliner FC Nordstern)

## Classements dans l’Oberliga Berlin (1947-1963)
| Clubs                        | 1948 | 1949 | 1950 | 1951 | 1952 | 1953 | 1954 | 1955 | 1956 | 1957 | 1958 | 1959 | 1960 | 1961 | 1962 | 1963 |
| ---------------------------- | ---- | ---- | ---- | ---- | ---- | ---- | ---- | ---- | ---- | ---- | ---- | ---- | ---- | ---- | ---- | ---- |
| Tennis Borussia Berlin       | 3    | 2    | 1    | 1    | 1    | 3    | 6    | 2    | 7    | 2    | 1    | 7    | 6    | 3    | 3    | 3    |
| Berliner SV 92               | 2    | 1    | 3    | 4    | 8    | 5    | 1    | 3    | 3    | 8    | 4    | 8    | 4    | 8    | 5    | 8    |
| Berliner FC Viktoria 89      |      | 5    | 9    | 7    | 3    | 4    | 7    | 1    | 1    | 4    | 2    | 4    | 7    | 9    | 6    | 9    |
| SC Wacker 04                 | 5    | 6    | 5    | 11   | 9    | 9    | 9    | 8    | 12   |      | 10   | 10   | 5    | 5    | 8    | 6    |
| Spandauer SV                 | 6    | 11   |      | 6    | 6    | 2    | 4    | 6    | 4    | 7    | 3    | 2    | 3    | 4    | 4    | 4    |
| SC Union Oberschöneweide (1) | 1    | 3    | 2    |      |      |      |      |      |      |      |      |      |      |      |      |      |
| SC Union 06 Berlin (1)       |      |      |      | 2    | 2    | 1    | 3    | 5    | 6    | 3    | 9    | 9    | 11   |      | 10   |      |
| Hertha BSC Berlin            |      |      | 10   | 3    | 4    | 13   |      | 7    | 10   | 1    | 6    | 3    | 2    | 1    | 2    | 1    |
| Berliner SC Tasmania 1900    |      |      | 7    | 8    | 12   |      |      |      | 9    | 6    | 5    | 1    | 1    | 2    | 1    | 2    |
| Berliner FC Südring          | 7    | 8    | 6    | 14   |      | 11   |      | 11   |      | 11   |      | 11   |      | 7    | 8    | 6    |
| SV Blau-Weiß Berlin          | 11   |      |      | 12   | 7    | 6    | 10   | 10   | 2    | 5    | 8    | 5    | 9    |      |      |      |
| Berliner FC Alemannia 90     | 4    | 4    | 4    | 5    | 5    | 7    | 5    | 9    | 11   |      | 12   |      |      |      |      |      |
| SC Minerva 93 Berlin         |      | 9    |      | 9    | 11   | 8    | 2    | 4    | 2    | 10   | 11   |      |      |      |      |      |
| FC Hertha 03 Zehlendorf      |      |      |      |      |      |      | 11   |      | 8    | 9    | 7    | 6    | 8    | 9    | 7    | 5    |
| Berliner FC Nordstern        | 12   |      |      |      | 10   | 10   | 8    | 12   |      |      |      |      |      |      |      |      |
| VfB Pankow (2)               | 8    | 7    | 8    |      |      |      |      |      |      |      |      |      |      |      |      |      |
| SSV Köpenick 08              | 9    | 10   |      |      |      |      |      |      |      |      |      |      |      |      |      |      |
| VfB Britz                    |      |      | 11   | 13   |      |      |      |      |      |      |      |      |      |      |      |      |
| VfB Nord Berlin              |      |      | 12   |      | 14   |      |      |      |      |      |      |      |      |      |      |      |
| SC Westend 01                |      |      |      | 10   | 13   |      |      |      |      |      |      |      |      |      |      |      |
| Berliner SC Kickers 1900     |      |      |      |      |      |      | 12   |      |      |      |      |      |      | 14   |      |      |
| SC Rapide Wedding 1893       |      |      |      |      |      |      |      |      |      | 12   |      | 12   |      |      |      |      |
| SC Staaken 1919              | 10   |      |      |      |      |      |      |      |      |      |      |      |      |      |      |      |
| SC Lichtenberg 47            |      | 12   |      |      |      |      |      |      |      |      |      |      |      |      |      |      |
| SC Südwest                   |      |      |      |      |      | 14   |      |      |      |      |      |      |      |      |      |      |
| SV Norden-Nordwest           |      |      |      |      |      |      |      |      |      |      |      |      | 10   |      |      |      |
| SC Tegel                     |      |      |      |      |      |      |      |      |      |      |      |      |      |      |      | 10   |

(1) En 1950, le SC Union Oberschöneweide fut interdit de participation au tour final par les autorités soviétiques. La majorité des joueurs s’enfuirent en "secteur Ouest" et y reconstituèrent un club sous le nom de SC Union 06 Berlin. Ils perdirent (7-0) contre le Hamburger SV. En "secteur-Est", sur les reliefs de ce qui fut le SC Union Oberschöneweide, les autorités est-allemandes établirent un club, qui changea plusieurs fois d'appellations. Peu après la réunification allemande, ce club prit la dénomination de 1. FC Union Berlin.
(2) Au terme de la saison 1949-1950, le VfB Pankow était sportivement sauvé, mais ce club localisé en secteur Est se retrouva sur le territoire de la RDA et ne participa donc plus aux compétitions de la DFB, mais à celles de la DFV.

## Désignations pour la Bundesliga
L'élection des équipes devant être les fondatrices de la Bundesliga se fit sur base d'une évaluation courant sur les 12 dernières saisons. Mais d'autres critères furent pris en compte...

### Déceptions et critiques
Pour la zone de Berlin-Ouest, donc de la Berliner Fußball-Verband (BFV), trois clubs s’étaient portés candidats: Hertha BSC, SC Tasmania 1900 et BFC Viktoria 89. 
Le Hertha fut finalement élu comme champion de la ligue berlinoise 1962-1963. Le Tasmania protesta violemment et accusa son rival d’avoir rentrer un bilan "trafiqué". Des allégations graves et rejetées à l’époque, mais qui revinrent sur la table lorsque le Hertha se retrouva en faillite deux ans plus tard ! 
Le 3e candidat, le Viktoria 89 eut une saison 1962-1963 calamiteuse qu’il termina à l’avant-dernière place de la Vertragliga Berlin. Le club joua et perdit un match de barrage contre Reinickendorfer Füchse et se retrouva au 3e niveau de la hiérarchie !

### Classement de l'évaluation sur 12 ans
Les clubs dont le nom et le total de points apparaissent en lettres grasses furent élus pour être fondateurs de la Bundesliga.
| Légende                     |                                                                           |
| Candidats                   | Liste des clubs candidats à l’élection pour la Bundesliga                 |
| Saisons                     | Liste des saisons concernées par la période d’évaluation                  |
| Régularité                  | Nombre de saisons passées en Oberliga.                                    |
| POINTS                      | Total des points accumulés durant la période d’évaluation.                |
| 1.                          | place obtenue en Oberliga pour la saison concernée.                       |
| X3, X4                      | place obtenue en phase finale du championnat lors de la saison concernée. |
| XTP                         | Élimination au Tour préliminaire de la phase finale du championnat        |
| XCh, XVC                    | Champion d’Allemagne de l’Ouest Vice-champion d’Allemagne de l’Ouest      |
| XP, XF                      | Vainqueur de la DFB-Pokal Finaliste de la DFB-Pokal                       |
| {\displaystyle \Downarrow } | se trouvait dans une ligue inférieure à l’Oberliga                        |

|       | Candidats               | Saisons | Saisons                     | Saisons                     | Saisons                     | Saisons | Saisons | Saisons | Saisons | Saisons | Saisons | Saisons | Saisons | Régularité | POINTS |
| 51/52 | Candidats               | 52/53   | 53/54                       | 54/55                       | 55/56                       | 56/57   | 57/58   | 58/59   | 59/60   | 60/61   | 61/62   | 62/63   |         | Régularité | POINTS |
| ----- | ----------------------- | ------- | --------------------------- | --------------------------- | --------------------------- | ------- | ------- | ------- | ------- | ------- | ------- | ------- | ------- | ---------- | ------ |
|       | Hertha BSC              | 4.      | 13.                         | {\displaystyle \Downarrow } | 7.                          | 10.     | 1.4     | 6.      | 3.      | 2.      | 1.4     | 2.      | 1.      | 11         | 346    |
|       | 13                      | 4       | 0                           | 10                          | 14                          | 34      | 22      | 28      | 45      | 50      | 45      | 48      | 33      |            | 346    |
|       | SC Tasmania 1900 Berlin | 12.     | {\displaystyle \Downarrow } | {\displaystyle \Downarrow } | {\displaystyle \Downarrow } | 9.      | 6.      | 5.      | 1.4     | 1.3     | 2.      | 1.2     | 2.      | 9          | 324    |
|       | 5                       | 0       | 0                           | 0                           | 16                          | 22      | 24      | 34      | 52      | 45      | 54      | 45      | 27      |            | 324    |
|       | Berliner FC Viktoria 89 | 3.      | 4.                          | 7.                          | 1.4                         | 1.4     | 4.      | 2.      | 4.      | 7.      | 6.      | 9.      | 9.      | 12         | 318    |
|       | 14                      | 13      | 10                          | 18                          | 34                          | 26      | 30      | 26      | 30      | 33      | 24      | 24      | 36      |            | 318    |

### Les autres "Oberligen"
- Oberliga Nord
- Oberliga Süd
- Oberliga Südwest
- Oberliga West

## Sources et liens externes
- Archives des ligues allemandes depuis 1903
- Base de donnés du football allemand